# 伦茨堡附近许尔普
伦茨堡附近许尔普（德語：Schülp bei Rendsburg）是德国石勒苏益格－荷尔斯泰因州的一个市镇。总面积10.71平方公里，总人口1094人，其中男性527人，女性567人（2011年12月31日），人口密度102人/平方公里。